# Güyük
Güyük, généralement appelé Güyük Qayan (mongol : ᠭᠦᠶᠦᠭ
ᠬᠠᠭᠠᠨ, VPMC : Güyüg qaγan, cyrillique : Гүюг хаан, MNS : Güyug khaan), retranscrit en Güyük Khan. Güyug signifie « ardent », cf. turc göyük. Son nom chinois est Yuan Dingzong Guiyou (chinois : 元定宗贵由 ; pinyin : yuán dìngzōng guìyóu, doungane: йүан динзун гуэйю), nom de temple, Jianping Huangdi (简平皇帝, jiǎnpíng huángdì) né en 1206, mort en avril 1248, petit-fils de Gengis Khan, est le troisième khagan suprême des Mongols du 24 août 1246 à sa mort en avril 1248. Il est le frère de Köden, maître du Kokonor (lac bleu, aujourd'hui appelé par sa traduction chinoise, Qinghai).

## Biographie

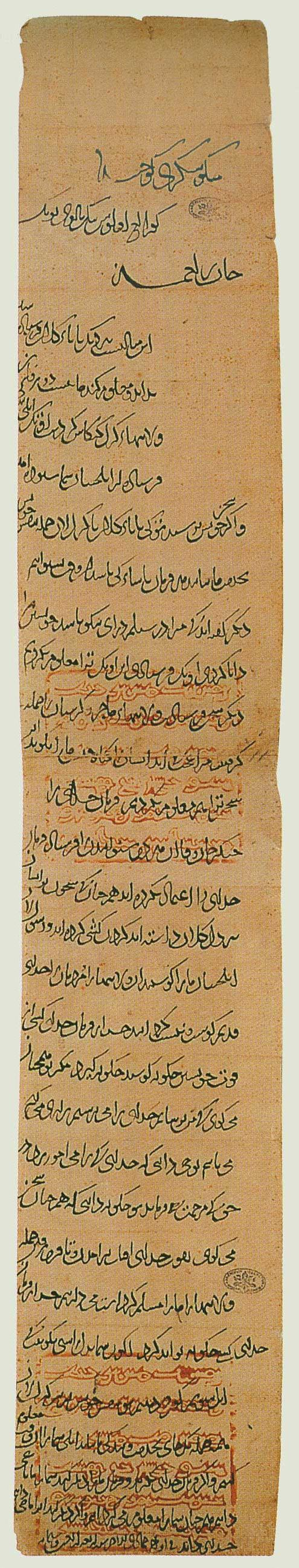
Lettre de Güyük à Innocent IV en persan, cachet en mongol

Güyük est le fils d’Ögödei, lui-même troisième fils de Gengis Khan et de son épouse principale Börte. Sa mère Töregene assume la régence de la mort d’Ögödei en 1241, à 1246.
Le quriltay convoqué durant l'été 1246 à la source de l’Orkhon désigne Güyük comme grand khan. Batu, maître de l’oulous le plus puissant adversaire de Güyük, n’y assiste pas, prétextant une maladie. Le légat du pape Innocent IV, Jean de Plan Carpin, présent, lui remet les lettres du pape dans lesquelles celui-ci demande aux Mongols de ne plus attaquer l'Occident et propose à Güyük de se convertir au christianisme, mais celui-ci lui remet, à l'attention du pape, une réponse de refus.
Güyük Khan devint le disciple d'un maître du bouddhisme tibétain, le Cachemiri Namo. Il lui octroie le titre de gushri, précepteur d'Etat.
Güyük poursuit la politique commencée par sa mère et cherche à consolider son pouvoir, remplaçant certains fonctionnaires par des hommes de confiance. Par la nomination de Yissu Mangu, son cousin et ami personnel, au détriment de Kara Hülegü comme khan de Djaghataï, il domine fermement le Turkestan, mais évite de se mêler des affaires de son puissant cousin Batu.
Güyük meurt durant l'été 1248 alors qu’il marche vers l’ouest avec son armée. Sa veuve, Oghul Qaïmich assume la régence jusqu'en 1251 accompagnée de Büri (fils de Mutukan, petit-fils de Tsagadai et arrière-arrière-petit-fils de Gengis Khan), date où le pouvoir suprême passe aux fils de Tolui, quatrième fils de Gengis Khan et de Börte : Möngke de 1251 à 1259, puis Kubilai de 1260 à 1294.
Güyük ne règne que deux ans et son décès, peut-être dû à un empoisonnement, marque la fin de la suprématie du lignage d'Ögödei, évincé du trône au profit d'une autre branche de la famille : les Toluides.
Les Ögödéides, dont le fief était centré sur la Mongolie, sont dès lors totalement écartés du pouvoir.

## Famille

### Épouse et descendance
On lui connait 5 enfants de ses différentes épouses et concubines.
- Wuwuerheimishi (元妃烏兀儿黑迷失), princesse Merkit;
- Naimanzhen (乃蠻真皇后), princesse Naimans;
- Oghul Qaïmich (欽淑皇后), princesse Merkit;
  - Khoja (忽察), premier fils;
  - Naqu (腦忽), second fils;
- Epouse inconnue ou concubine:
  - Khokhoo, troisième fils
  - Babahaer (公主 巴巴哈爾), première fille;
  - Yelimishi (趙國公主 葉里迷失), deuxième fille;